# Partido Radical (Francia)
El Partido Radical (en francés: Parti radical) es un partido político social liberal francés fundado en 1901 como Partido Radical y Radical Socialista. En 1971 sufrió una escisión de su ala socialista que posteriormente fundó el Partido Radical de Izquierda, tras esta escisión el partido decidió cambiar su nombre a su actual denominación, aunque legalmente sigue siendo el mismo partido, incluyendo su sede central histórica en la plaza de Valois, en París.
Los radicales franceses se autoposicionan históricamente en el centro político, aunque desde la escisión radical-socialista han tendido a fortalecer sus relaciones con los partidos de la centroderecha francesa. De esta manera fue uno de los partidos asociados electoralmente con la Unión para la Democracia Francesa en 1978 y la Unión por un Movimiento Popular en 2002.

## Ideología
La ideología oficial del partido radical es el Radicalismo que se centra en el rechazo histórico a la Monarquía constitucional y un marcado anticlericalismo que defiende la Separación entre Iglesia y Estado, basado en los principios de un Humanismo laico y secular.
Desde que ingresaron como sector federado en la Unión por un movimiento popular los radicales han dado un giro hacia el Social liberalismo. Parte de esto se evidencia en el énfasis que el partido ha entregado hacia las reformas administrativas y la protección de las libertades individuales.
El Partido Radical es abiertamente europeísta, y peculiarmente tiene matices cercanas al ecologismo de mercado.

## Historia

### Resumen
Es una organización que proviene de los republicanos radicales, que eran la extrema izquierda en la época de la Monarquía de Julio (periodo histórico que se desarrolló en Francia desde 1830 a 1848), y del radicalismo.
Fue particularmente influyente durante la Tercera República (Francia, entre 1870 y 1940). Muy apegado a la propiedad privada y al laicismo, partidario de un régimen aduanero de libre comercio, se convirtió en un partido intermediario entre la izquierda y la derecha, susceptible de aliarse con los socialistas o los conservadores según las circunstancias.
Durante las elecciones legislativas de 1902, estuvieron a la cabeza del bloque izquierdista en las elecciones legislativas de 1902, participaron en el gobierno de Émile Combes y lograron notablemente, tras la caída de Combes, aprobar la Ley francesa de separación de la Iglesia y el Estado de 1905.
A partir de 1905, con el surgimiento de la Sección Francesa de la Internacional Obrera (SFIO), los radicales comenzaron a ocupar una posición considerada más central en el espectro político.
El partido fue particularmente influyente en el período de entreguerras, participando en casi todos los gobiernos de ese período. En 1936, su influencia decayó a favor de los socialistas, y los radicales contribuyeron a la caída del Frente Popular, al renovarse con medidas de austeridad, denunciadas por la SFIO y el Partido Comunista.
La bipolarización de la vida política francesa en la época de la Quinta República (Francia, desde 1958) llevó a la marginación del radicalismo, que escindió en 1972, cuando una minoría de sus miembros formado un nuevo partido anclado en la izquierda, signatario del programa común con el Partido Comunista Francés y el Partido Socialista (Francia): el Parti Radical de Gauche.
Por otro lado, la mayoría, el Partido Radical, entre 1979 y 2002, era parte de la Unión por la Democracia Francesa (UDF), como un partido asociado, luego, entre 2002 y 2011, de la Unión por un Movimiento Popular (UMP), luego, desde 2011, como parte de la Unión de los Demócratas e Independientes (UDI).
En 2017, el Partido Radical, que se había convertido en el partido político más antiguo de Francia, se unió al Parti Radical de Gauche (PRG) dentro del Mouvement Radical en un congreso de "reunificación de los radicales". Tras quedar en suspenso, el Partido Radical se relanza en 2021.

### Estructuración del radicalismo en elsigloXIX
Los radicales existen ideológicamente desde principios del siglo XIX, con grandes figuras políticas, como Alexandre Ledru-Rollin y Louis Blanc. Pero uno podría encontrar fácilmente rastros de su existencia en las fuentes mismas de la Revolución Francesa de 1789, en la Ilustración y principalmente en Voltaire y Nicolas de Condorcet.
El nombre "radical" proviene del hecho de que esta corriente de pensamiento aglutinaba a los republicanos radicales, que convivían en el Parlamento con los republicanos moderados y las tres corrientes monárquicas. Su filosofía política a lo largo de su historia estará fuertemente influenciada por la francmasonería, de la que son miembros varias de las figuras políticas radicales.
En 1843, bajo la Monarquía de Julio (Francia, entre 1830 y 1848), los radicales se agruparon en torno a Alexandre Ledru-Rollin y participaron en el advenimiento de la Segunda República (Francia, entre 1848 y 1852). Apoyan las grandes reformas de 1848: introducción del sufragio universal masculino, abolición de la esclavitud, libertad de prensa, libertad de reunión.
Los radicales se opusieron al régimen de Napoleón III y encontraron un líder en 1868 en la persona de Léon Gambetta (quien publicó La Politique radicale en 1863, una colección de discursos que resumen la doctrina radical). Su programa tomó forma en un discurso de Gambetta, el Programme de Belleville, pronunciado en 1869.
El 4 de septiembre de 1870, se proclamó la Tercera República (Francia, entre 1870 y 1940), tras la derrota del Imperio contra Prusia en la Batalla de Sedan en la Guerra Franco Prusiana. Los radicales, sin embargo, tenían que componer con los orleanistas (monárquicos), encabezados por Adolphe Thiers, que habían derrotado a la Comuna de París, mientras que Francia tenía parte de sus territorios controlados por Alemania como consecuencia de la Guerra Franco Prusiana]] (véase: Tratado de Fráncfort).
Después de la guerra franco-prusiana, o radicalismo era percebido como uma escola de pensamiento demasiado avanzada por los votantes de las zonas rurales, que prefieren una monarquía moderada, que a sus ojos garantiza una mayor estabilidad política.
A partir de 30 de enero de 1879, cuando, Jules Grévy asume la Presidencia de la Francia, los radicales encarnan particularmente el anticlericalismo y la oposición a la expansión colonial de Francia.
Georges Clemenceau fue una de sus figuras más destacadas del radicalismo, a pesar de, en 1901, no haber participado en la creación del Parti Radical.

### Creación y papel hasta 1918
Entre el 21 y el 23 de junio de 1901, tuvo lugar el Congreso de Fundación del Parti Radical et Radical-Socialiste, poco antes de la adopción de las leyes de julio de 1901 sobre la libertad de asociación. Hasta entonces, de hecho, sólo existían grupos parlamentarios de diferentes tendencias políticas y comités electorales locales con concepciones aún más variadas. La idea era reunir a nivel nacional, en un mismo partido, funcionarios electos y activistas de la misma tendencia.
El nuevo partido surgió de varias tendencias rivales. Es una asamblea heterogénea de comités electorales, logias masónicas, secciones de la Liga de los Derechos Humanos, de la Liga Francesa de Educación, cuya tendencia izquierdista parece ser mayoritaria en ese momento.
Cuando se fundó el nuevo partido, la declaración de clausura de este primer congreso, leída por Camille Pelletan, sirvió como eje del programa político reivindicado por los radicales durante los primeros años del siglo XX.
Esta declaración insistía pues en la unión de la izquierda, la nacionalización de los grandes monopolios, la Separación Iglesia-Estado y la creación de un impuesto igualitario basado en la renta. Este programa se aplicó parcialmente durante los años siguientes, aprovechando una alianza en la Asamblea Nacional de Francia entre los socialistas (de Jean Jaurès) y los radicales (que pusieron en el gobierno a Émile Combes). Este período estuvo marcado por la durísima lucha contra las congregaciones religiosas, la mayoría de las cuales fueron expulsadas.
Tras su éxito en las elecciones legislativas francesas de 1902, se convirtió en el partido "fundamental" de la Tercera República (Francia, entre 1870 y 1940) e inició varias reformas importantes:
- la Ley Francesa de Separación de la Iglesia y el Estado de 1905, que tuvo entre sus artífices: Émile Combes, pero que finalmente fue implementada de manera menos rígida por Aristide Briand, entonces un republicano-socialista (socialista independiente);
- la creación del Ministerio del Trabajo, en 1906;
- la institución del descanso dominical, en 1906;
- la creación del primer sistema de pensiones obreras y campesinas, en 1910;
- la creación del impuesto sobre la renta, en 1914, de acuerdo con el proyecto de ley de Joseph Caillaux;
- la introducción de la educación secundaria gratuita.

En 1907, en el Congreso de Nancy, el partido finalmente adoptó un verdadero programa político (presentado por una comisión cuyo ponente era Édouard Herriot). Claramente anclado en la izquierda, confirmado por el Congreso de Pau (Francia) de 1913, este programa, tras algunos desempolvos, será la piedra angular del programa político de este partido durante más de medio siglo. Aboga por una política laica y anticlerical, marcada por la acción del presidente del Consejo Émile Combes (1902-1905) que conducirá a las leyes de separación de Iglesia y Estado adoptadas con el apoyo efectivo del diputado socialista Aristide Briand.
Los radicales elogian la propiedad privada: ven en el acceso de los empleados a la propiedad el remedio a los problemas de la sociedad industrial.
Durante la Primera Guerra Mundial, Georges Clemenceau lleva al país a la victoria. Sigue siendo anticlerical pero no pertenece al partido radical y ya no se identifica como tal aunque conserva una imagen sulfurosa a los ojos de los clericales.

### En el periodo de entreguerras
El partido radical vivió su apogeo durante el período de entreguerras, cuando tuvo un peso considerable en la vida política francesa. Así, de los cuarenta y dos gobiernos sucesivos durante este período, trece fueron presididos por radicales (cuatro gobiernos: Camille Chautemps; tres gobiernos: Édouard Daladier y Édouard Herriot; dos gobiernos: Albert Sarraut y un gobierno: Théodore Steeg).
Su acción sigue siendo predominante en el campo de la educación gracias a dos de sus principales figuras: Édouard Herriot y Jean Zay. Como consecuencia directa de esta acción, muchos intelectuales son miembros o simpatizantes del partido (como el filósofo Alain).
Internamente, la vida del partido estuvo marcada por las oposiciones conflictivas Herriot-Caillaux y luego Herriot-Daladier. Además, la constitución de una “Izquierda Radical” dentro del propio partido, un movimiento que agrupa a parlamentarios que rechazan la disciplina partidaria, marca el progresivo anclaje de este partido parlamentario en la izquierda.
Pero lo que hace curioso este período entre las dos guerras, a nivel nacional, es el repentino cambio político del partido radical a principios de la década de 1930.
En efecto, a principios de la década de 1920, el partido radical abogó por una política de izquierda que preveía expulsar a la derecha del poder, restaurar la laicidad del Estado, ampliar las leyes escolares, practicar una política internacional de distensión y de conciliación para consolidar la paz, y, finalmente, restablecer el equilibrio de las finanzas públicas.
La década de 1920 fue también la de la llegada de los "Jóvenes Turcos" (tendencia del partido radical que defendía que la intervención del Estado en la economía), entre los que podemos mencionar: Pierre Mendès France, Jean Zay, Pierre Cot, Jacques Kayser y Émile Roche. En 1927, Édouard Daladier, uno de los "Jóvenes Turcos" del partido, sucedió a Édouard Herriot al frente del partido.
Con el regreso de Édouard Herriot al frente del partido en 1931, el Partido Radical emprendió un nuevo camino. Sigue siendo, y pretende ser, un partido de izquierda, lo que naturalmente lo lleva a practicar la "disciplina republicana", pero, en el gobierno, se comporta como un partido de la "media dorada", capaz de reunir en torno a sí a la mayoría de franceses apegados a una República tradicional, lejos de los extremos, ya sean reaccionarios o revolucionarios.
Por un lado, encabezó el gobierno del Cartel des Gauches (1924-1926), por otro, después de haber participado en el desarrollo y establecimiento del Frente Popular (Francia) en 1936, fue él quien enterró en 1938. Pero este contradictorio la política empuja al partido radical, cuando está en el poder, a la inmovilidad por la contradicción permanente entre su mayoría y su política. Cuando intenta salir de este inmovilismo, los gobiernos son inmediatamente derrocados. El resultado de esta parálisis política fue el motín del 6 de febrero de 1934, que llevó a la misma conclusión que el pánico financiero de 1926: los radicales fueron expulsados del poder a favor de la derecha. Regresaron allí en 1936 gracias al Frente Popular concertado con la SFIO y el PCF.
De hecho, los radicales están divididos sobre la cuestión de sus alianzas. Una izquierda quiere la unión con los otros partidos de izquierda mientras que una derecha prefiere la “concentración”, es decir, una alianza con parlamentarios de centro y centroderecha. La derecha es hostil al Frente Popular y más aún al Partido Comunista. Entre ellos se encuentran radicales como el senador Joseph Caillaux, que derribó el gabinete de Léon Blum en 1937, o Émile Roche. Algunos abandonaron el partido por anticomunismo, como Édouard Pfeiffer en 1935.
Estas divisiones alimentan divisiones. Los radicales de izquierda fundaron el Parti radical-socialista Camille Pelletan en 1934, con Gabriel Cudenet. Los disidentes anticomunistas de derecha fundaron el Partido Radical Francés en 1936, presidido por André Grisoni.
Durante el periodo de entreguerras, las ideas que defendía este partido constituían un todo con el que se reconocía gran parte del pueblo francés. En primer lugar, un profundo apego a la nación y al régimen republicano, identificado con el sistema parlamentario, luego una concepción de la República que integra con firmeza, incluso con intransigencia, el laicismo, establecido como uno de los fundamentos de la República, cuya educación que brinda la escuela es el motor del progreso social. Todo se mezcla con una concepción humanitarista de la sociedad y la política.

### Segunda Guerra Mundial
Con la Ocupación de Francia por la Alemania Nazi, el 10 de julio de 1940, la mayoría de los parlamentarios del Partido Radical, como la mayoría de los parlamentarios, votaron por plenos poderes constituyentes al mariscal Philippe Pétain. Otros se abstienen o no participan en la votación, en particular los que partieron a bordo del Massilia. Una minoría se opone: entre los 80 parlamentarios que se negaron a votar por los plenos poderes, hay 13 radicales. Vincent Badie, en particular, redacta una protesta contra la dictadura que prevé. Al tratar de subir al escenario del Gran Casino de Vichy donde se encuentra reunido el Parlamento, se le impide hablar en virtud de las normas.
Bajo la Ocupación, muchos radicales cayeron víctimas del Régimen de Vichy, que buscó a los responsables de la derrota entre los exministros de la Tercera República (Francia, entre 1870 y 1940), por lo tanto:
- Édouard Herriot fue destituido de su mandato como alcalde de Lyon;
- Edouard Daladier se somete al Juicio de Riom;
- Jean Zay y Maurice Sarraut son asesinados por la Milicia Francesa.

Varios radicales se lanzaron resueltamente a la Resistencia Francesa, al frente de la cual estaban Jean Moulin, Émile Bollaert, pero también Jean Zay, Pierre Mendès France, Henri Queuille, Paul Anxionnaz, René Mayer y René Cassin (futuro redactor de la Declaración Universal de los Derechos Humanos).
Por otro lado, una franja del partido radical también da su apoyo a Philippe Pétain o Pierre Laval.

### Durante la Cuarta República
En el período inmediatamente posterior a la Segunda Guerra Mundial, el Partido Radical estuvo asociado al fracaso de la Tercera República (Francia, entre 1870 y 1940) y compitió por los votos de los votantes de centro-izquierdacon con el Mouvement Républicain Populaire e con la SFIO. Nesse contexto, obtiveran al 10% de los votos en las elecciones de 1945.
Después de eso, decidió formar parte de la Rassemblement des Gauches Républicaines con varias formaciones centristas y liberales, Para participar en las elecciones de junio de 1946.
A partir de mayo de 1947, con la exclusión del Partido Comunista Francés de la coalición de gobierno, el Partido Radical volvió a convertirse en un elemento fundamental del gobierno. Pese a todo, se estabilizó entre el 10 y el 11% del electorado. A partir de entonces, los radicales poblaron los gabinetes ministeriales y obtuvieron varias presidencias del Consejo a lo largo de la Cuarta República (Francia, entre 1946 y 1958). También presidieron todas las asambleas de la República: Asamblea Nacional de Francia (Édouard Herriot), Conseil de la République (Gaston Monnerville), Conseil Économique, Social et Environnemental (Émile Roche) y  Assemblée de l'Union française (Albert Sarraut).
Al mismo tiempo, el partido experimentó muchas disensiones internas. Activistas de izquierda como Pierre Cot fundaron la Union Progressiste. En la dirección del partido, la corriente neorradical (dominante desde 1939), que aboga por el rechazo del intervencionismo, el fortalecimiento del liberalismo y el anticomunismo, se inclina cada vez más hacia la derecha.
Sin embargo, el 31 de julio de 1954, Pierre Mendès-France, entonces Président du Conseil des Ministres, pronunció el Discurso de Cartago, que cambió esta tendencia, llevando al partido a tomar posiciones más a la izquierda.
En mayo de 1955, la tendencia liderada por Pierre Mendès France tomó el control de tomó del partido. Su objetivo es modernizar el partido volviendo a centrarse en las fuentes ideológicas del radicalismo4 (democracia y política social realista) y rejuveneciendo y dinamizando el aparato envejecido.
La orientación política ahora se inclina hacia una alianza con partidos de izquierda. Así, durante las elecciones de 1956, Mendès France lideró la Front Républicain en el que también encontramos la SFIO y la Union Démocratique et Socialiste de la Résistance (UDSR). Sin embargo, a pesar de un éxito electoral, es el socialista Guy Mollet quien se convierte en presidente del Consejo. PMF, que es ministro de Estado en el gobierno de Mollet, dimite a los pocos meses por diferencias en la política argelina.
Al mismo tiempo, las repetidas crisis sacudieron al partido. En diciembre de 1955, Edgar Faure fue expulsado por oponerse a la estrategia electoral de Mendès France. En octubre de 1956, el ala derecha del partido disintió y fundó el Centre Républicain. En 1957, Mendès France finalmente se vio obligado a dimitir de su cargo de vicepresidente por no haber obtenido la disciplina de voto de los parlamentarios.
Apoya la construcción europea y promueve una descolonización que quiere ser razonada y progresista. A pesar de personalidades como Henri Queuille, Edgar Faure, Félix Gaillard o Pierre Mendès France, el partido se encuentra algo marginado en el espectro político y experimenta fuertes disensiones internas, entre su ala izquierda y su ala "centrista" que se acerca cada vez más de los partidos de centroderecha.

### Primeros años de la Quinta República: evolución hacia el centroderecha
Durante la Quinta República (Francia, desde 1958) se produjo un fuerte descenso electoral del Partido Radical (8,4% en 1958 y 7,1% en 1962 y 6,0% en las municipales de 1964), después de que su ala izquierda se opusiera fervientemente a la regreso al poder del General de Gaulle y aprobación de la Constitución Francesa de 1958.

#### 1958-1965: ambivalencia y luego oposición al regreso al poder de De Gaulle
Ante la crisis de mayo de 1958 y la vuelta al poder del General de Gaulle, los radicales se dividieron. En julio, la izquierda mendesista, opuesta al nuevo régimen, abandonó el partido y creó la Union des Forces Démocratiques. Debilitado, el partido radical sólo pudo elegir, en las elecciones de 1958, 13 diputados y, con el 8,8% de los votos, mientras que desde la guerra había obtenido entre el 10 y el 11% de los sufragios.
El 27 de mayo de 1959, con la dimisión de Jean Berthoin, Ministro del Interior, Jean Berthoin, Ministro del Interior, dimitió del gobierno de Michel Debré: el partido radical pasó a la oposición.
En las elecciones de 1962, el partido radical participó en el "cartel del no" (miembro de la Rassemblement Sémocratique) y ganó 23 diputados electos con el 7,1% de los votos.
En 1964, el ala izquierda del partido se constituyó en un think tank, el Atelier Républicain, marcando el inicio de las disensiones que saldrían a la luz en la década siguiente.

#### 1965-1969: Realineamiento con la izquierda con la participación en la FGDS de Mitterrand y la fórmula Mendès-Defferre
Entre 1965 y 1968 participó, con la SFIO, en la Fédération de la Gauche Démocrate et Socialiste (FGDS). Su posicionamiento de facto en el centro, su tradición de izquierda, su inclinación a la derecha, hacen que sea difícil de leer para los votantes cuyos votos ahora están organizados en dos bloques bien diferenciados: a la derecha alrededor de los gaullistas, y a la izquierda y extrema izquierda en torno a socialistas y comunistas.
Pierre Mendès France, tras su fracaso para mantener el partido de izquierda y su "desilusión" en las elecciones presidenciales de 1969 (dentro de la alianza que había formado con Gaston Defferre (SFIO) que no pasó de la primera vuelta), definitivamente se aleja del partido para engrosar las filas del futuro Partido Socialista (Francia).

#### 1970-1972: nuevo impulso hacia el centroderecha con "JJSS" y salida de los "radicales de izquierda"
El 7 de mayo de 1969, el partido actuó en su reorientación con la votación del comité ejecutivo de apoyo a Alain Poher (Centre Démocrate) para la elección presidencial. Acosado por el comunista Jacques Duclos en la primera vuelta, el presidente interino de la República fue derrotado claramente por Georges Pompidou al final de la segunda vuelta.
El partido experimentó un nuevo impulso con la llegada a su cabeza, el 29 de octubre de 1969, de Jean-Jacques Servan-Schreiber (conocido como JJSS), apasionado del modelo de Estados Unidos y que, aunque era un hombre de izquierda, fue el artífice del pasaje al centro derecho del partido.
Luego, durante el Congreso de Suresnes (15-17 de octubre de 1971), se enfrentaron dos tendencias: la de Jean-Jacques Servan-Schreiber, partidario de una estrategia de alianza de un centrismo reformador (431 votos), y la de Maurice Faure, partidario de alianzas con la izquierda y extrema izquierda (237 votos). Así, en 1972, una parte siguió a su líder incorporándose al Mouvement Réformateur, la otra creó bajo la dirección de Robert Fabre el Mouvement des Radicaux de Gauche (MRG), signatario del Programme Commun (do Partido Socialista e do Partido Comunista Francês), y que más tarde apoyó una candidatura única de izquierda y extrema izquierda, el de François Mitterrand, para las elecciones presidenciales de 1974.
Para Frédéric Fogacci, historiador especializado en radicalismo y director de estudios de la Fundación Charles-de-Gaulle, “la ruptura de 1972 se produjo en el momento de la unión de la izquierda. Su presidente en ese momento, Jean-Jacques Servan-Schreiber, se negó a aliarse con los comunistas. Pero los que localmente necesitaban los votos de la izquierda para ganar las elecciones legislativas de 1973 se dividieron para salvar sus escaños. Eran más estrategias locales que discrepancias ideológicas”.
Es a partir de esta fecha que al nombre del Parti Radical se le añadió el adjetivo “Valoisien” (procedente de la Place de Valois donde se encuentra su sede nacional) para distinguirlo del MRG.

#### 1973-1978: unión con los centristas de Lecanuet dentro del Movimiento Reformista
En 1971, se unió al movimiento reformista se alió con el Mouvement Réformateur, una coalición encabezada por el Centre Démocrate, una escisión del Mouvement Républicain Populaire (MRP),  liderada por Jean Lecanuet. Opuestos a una alianza electoral con los comunistas pero aún antigaullistas, los radicales apoyaron las principales reformas sociales de la presidencia de Valéry Giscard d'Estaing (autorización de la píldora anticonceptiva, reconocimiento de los derechos de las mujeres) y exigieron una nueva organización territorial de Francia en beneficio de las autoridades locales.
En 1978, el Centre Républicain y el Parti Libéral Européen, derivados de antiguas escisiones en la derecha del partido, se reincorporaron al Parti Radical.
Esta nueva dinámica impulsada por "JJSS" gracias a su sorpresiva victoria en 1970 frente a un diputado gaullista, sin embargo, acabó en fracaso, experimentando este último varios reveses electorales sucesivos (menos del 2% en las elecciones europeas de 1979).

#### 1978-2002: parte de la Union Pour la Démocratie Française (UDF)
El partido mantuvo su influencia debido a su participación en la creación de la Union pour la Démocratie Française (UDF), en la que también participó:
- el Centre des Démocrates Sociaux;
- los liberales del Parti Républicain y de la Convention démocrate – Fédération des Clubs Perspectives et Réalités;
- Socialdemócratas del Mouvement Démocrate-Docialiste y Adhérents Directs de l'UDF.

En 1978, Robert Fabre, fundador y presidente del MRG, fue expulsado por haberse acercado a Valéry Giscard d'Estaing. Creó una Fédération de la Démocratie Radicale que, sin embargo, no se adhirió a la UDF ni al Partido Radical.
A través de la UDF, el partido radical participará en todos los gobiernos resultantes de mayorías Rassemblement pour la République (RPR)/UDF. Sin embargo, su visibilidad, particularmente en los medios, se ve reducida por el papel marginal que parece desempeñar dentro de la UDF, junto con sus dos componentes principales (Partido Republicano y CDS). La llegada de la izquierda al poder también da mayor visibilidad al MRG, que aunque muy ligado electoralmente al Partido Socialista parecerá más independiente por no pertenecer a una confederación de partidos.
En 1998, la UDF experimentó una gran escisión con la salida de la Démocratie Libérale (LD - anteriormente nombrada como: Parti Républicain), luego de elecciones regionales que vieron la formación de alianzas entre la Rassemblement National y ciertos miembros de DL.
El Partido Radical siguió siendo miembro de la UDF junto con los centristas de Force Démocrate que se fusionaron poco después con los miembros directos y varios otros pequeños partidos centristas que eran miembros de la formación. Esta fusión interna margina al partido radical, varios de cuyos dirigentes se distancian de la dirección nacional de la UDF encabezada por François Bayrou y su línea, que pretende constituir una fuerza centrista independiente de la derecha y la izquierda.

#### 2002-2011: partido asociado a la Union pour un Mouvement Populaire (UMP), revivido por Jean-Louis Borloo
En 2002, la mayoría de los radicales participaron en la creación de la Union pour un Mouvement Populaire (UMP) tras la reelección de Jacques Chirac. El partido radical abandonó entonces la UDF para firmar un acuerdo de asociación con la UMP. Sigue siendo un partido de pleno derecho, pero su financiación consiste principalmente en subsidios pagados por la UMP con la que ahora es común la afiliación. Esto permite que el partido radical conserve el vínculo directo con sus miembros, las contribuciones y su personalidad jurídica separada de la UMP.
En 2003, André Rossinot le propuso a Jean-Louis Borloo (exmiembro directo de la Nueva UDF de 1998 a 2002) unirse al partido para compartir con él la copresidencia.
Miembro de la UMP, el Partido Radical "Valoisien" quiere una "política progresista que abogue por la igualdad de oportunidades, el laicismo y el respeto de los valores humanos", en palabras de Jean-Louis Borloo, elegido presidente único en 2005.
En 2005, el Partido Radical experimentó la movilización de varios ex centristas como Renaud Dutreil o Françoise Hostalier, pero también gaullistas como Serge Lepeltier, que aparentemente buscaban un espacio de expresión menos liberal y menos sarkozyista que dentro de la UMP.
En 2007, el partido reclamó 8.000 miembros, incluidos 500 Jeunes Radicaux.
Gracias a la reforma de los estatutos, aprobada durante el congreso de noviembre de 2007, los miembros pueden elegir en adelante a su presidente por un mandato de tres años renovable una vez. Previamente, el presidente era elegido por los 1.400 delegados del partido.
En las elecciones legislativas de 2007 el partido presentó 37 candidatos, de los cuales 16 fueron elegidos diputados.
En las elecciones municipales de 2008, el Partido presentó 2.000 candidatos y 14 cabezas de lista en localidades de más de 30.000 habitantes como Antibes, Valenciennes, Perpiñán, Bourges, Montélimar, Bayona, Saint-Étienne o Nancy.
Las elecciones senatoriales de 2008 fueron difíciles para el partido ya que de los ocho senadores de 2004, sólo se encuentra con seis diputados electos. Figuras como Pierre Laffitte, Gilbert Baumet, Dominique Paillé, Yves Coussain, Xavier de Roux, Thierry Cornillet fueron golpeadas y Georges Mouly no se representó a sí mismo.
En las elecciones europeas de 2009, el partido hizo listas conjuntas con la UMP. El partido entonces era dirigido por Jean-Louis Borloo y André Rossinot, luego, desde noviembre de 2007, por Borloo solo. A partir del Congreso de 2007, el partido recuperó parte de su independencia, los afiliados ya no tienen sistemáticamente la doble afiliación PR/UMP, son ellos los que eligen.
Durante las elecciones senatoriales del 25 de septiembre de 2011, el partido ganó dos senadores gracias a la victoria de Vincent Delahaye y Christian Namy, pero el senador saliente Jean-Paul Alduy no es reelegido y Alain Merly, Yves Jégo y Gérard Trémège fueron derrotados, esto que aumentó el número de senadores radicales a 7.
Esta asociación con la UMP terminó el 14 de mayo de 2011, cuando el partido decidió liberarse de la UMP y unirse a la Confédération des Centres. Aunque el contrato que vinculaba a los miembros del partido radical con la UMP finalizó el 31 de diciembre de 2011, los dos partidos siguen tolerando la doble afiliación.

##### 2007: intento fallido de acercamiento al PRG
En mayo de 2007, Jean-Michel Baylet (Parti Radical de Gauche - PRG) y Jean-Louis Borloo (Partido Radical) expresaron su deseo de fusionar los dos movimientos.
Tras la elección de Nicolas Sarkozy como presidente de la República, los dos partidos radicales abogan regularmente por una reunión, ya sea Jean-Michel Baylet en mayo de 2007 en Le Monde o André Rossinot en septiembre de 2008 en Le Figaro.
En septiembre de 2007, las dos ramas del radicalismo francés celebraron su universidad de verano con un intercambio de delegaciones (la del PRG en Nancy entre los valoisiens, y la del partido radical en Ramatuelle entre sus homólogos de izquierda).
Los días 16 y 17 de noviembre de 2007 tuvo lugar el 108.º congreso del partido radical: los líderes de los dos partidos hablaron abiertamente de acercamiento para ocupar el centro de la vida política francesa. Una fuerza radical unida habría competido efectivamente con el Mouvement Démocrate y el Nouveau Centre.

#### 2011-2017: Fundación de ARES, luego de laUnion des Démocrates et Indépendants(UDI)

##### Participación en la creación de una "confederación de centros"
El 7 de abril de 2011, Jean-Louis Borloo anunció en France 2 en el programa À Vous de Juger, la creación de una "alianza republicana, ecológica y social" que reuniría "antes del verano" varias formaciones políticas de centro-derecha (Partido Radical, Nouveau Centre) y de centro izquierda (La Gauche Moderne). Esta formación se posicionaría como una “alternativa al PS y la UMP”. También confirmó que su creación llevaría al Partido Radical a salir de la UMP y la alianza debería tener un candidato para las elecciones presidenciales de 2012.
La integración del Partido Radical en esta nueva formación fue aprobada en el 111 Congreso del Partido Radical antes de entrar en vigor. Además del Partido Radical, esta unión debería reunir a las formaciones políticas del Nouveau Centre de Hervé Morin, La Gauche Moderne de Jean-Marie Bockel y la Convention Démocrate de Hervé de Charette.
A principios de 2012, el partido radical firmó un acuerdo con Le Trèfle - Les Nouveaux Écologistes para beneficiarse de los fondos públicos. Habiendo sido elegidos los diputados radicales bajo la etiqueta de la UMP en 2007, este partido ya no se considera como una formación susceptible de beneficiarse de la financiación pública. Le Trèfle, que recibirá 155.222,14 euros en 2012 por presentar candidatos en al menos 50 circunscripciones metropolitanas en 2007, recibirá también 802.338,73 euros gracias a sus parlamentarios.
Albert Lapeyre, presidente de Trèfle, dijo que esta suma será donada íntegramente al partido radical. Además, los dos partidos han acordado no presentar candidatos en competencia en las mismas circunscripciones y recuperar su independencia después de las elecciones.
El 10 de marzo de 2012, en el 112.º congreso del partido, se planteó la cuestión del apoyo del Partido Radical a Nicolas Sarkozy, y tras tensas discusiones y sometiendo a votación a los participantes, el 76% de los delegados votaron a favor de una resolución de apoyo “vigilantes” al presidente saliente frente al 24%.
En abril de 2012 se creó la Union des Radicaux, Centristes, Indépendants et Démocrates (URCID), asociación presidida por Laurent Hénart que permite obtener financiación pública para los candidatos presentes en las elecciones legislativas de 2012.
Para las elecciones legislativas de junio de 2012, se invierten oficialmente 89 candidatos (78 saldrán bajo los colores del partido, 8 bajo las etiquetas de la UMP y 3 bajo varias etiquetas de derecha o centro). El partido radical obtiene 12 diputados, varios de los cuales finalmente se incorporarán a la UMP).

##### Parte de la UDI
Tras las elecciones presidenciales de 2012, Jean-Louis Borloo revivió la idea de una confederación de partidos centristas y creó principalmente en torno al partido radical y el Nuevo Centro, la Union des Démocrates et Indépendants. Este nuevo partido de centro sitúa su acción en oposición responsable a la mayoría de izquierda. La UDI está abierta a acoger cualquier nueva formación que se reconozca en esta posición política. Reúne, además del Partido Radical, el Nouveau Centre, la Alliance Centriste, la Gauche Moderne, la Force Européenne Démocrate y Territoires en Mouvement.
La Gauche Moderne se convertiría más tarde en un movimiento asociado al Partido Radical. En 2014, Yves Jégo, vicepresidente del partido radical, también relanzará la Fédération des Clubs Perspectives et Réalités.
Durante las elecciones senatoriales francesas de 2014, los seis senadores salientes fueron reelegidos, así como Jean-Marc Gabouty y Pierre Médevielle, elevando el total de los radicales a 10 senadores (con Jean-Marie Bockel).

#### 2017-2021: lanzamiento del Movimiento Radical y suspensión de actividades

##### Pasos de fusión
En junio de 2017 fue planeada una fusión con el Parti Radical de Gauche (PRG). La fecha de la reunificación fue arreglada para el 9 de diciembre de 2017, durante un congreso extraordinario.
Los días 15 y 16 de septiembre de 2017, las dos partes se reunieron para las universidades de verano conjuntas en Montpellier. Para la ocasión, se registraron tres nombres para el nuevo partido reunificado: Les Progressistes, Force Sociale et Liberale y La République Radicale.
La reunificación de los dos partidos se somete a votación durante los congresos organizados por cada uno de los dos partidos el 9 y 10 de diciembre de 2017, antes de una transición de dos años.
Reunidos en un congreso fundacional el 9 de diciembre de 2017, los dos partidos votaron fusionarse en una nueva formación: el Mouvement Radical. El partido reunificado estuvo copresidido, durante un período de transición de dos años, por Laurent Hénart y Sylvia Pinel.

##### Opositores y críticos de la reunificación
Previo al congreso del 9 de diciembre, el diputado radical Yves Jégo anunció que dejaba el PR para seguir siendo miembro de la UDI. Al final del congreso, otros cargos electos hicieron lo mismo: Michel Zumkeller (diputado), Sophie Joissains (senadora y vicepresidenta adjunta) y Daniel Leca (consejero regional, vicepresidente del grupo UDI-UC en el Consejo Regional de Hauts-de-France, secretario general adjunto). Junto con otros funcionarios electos locales y líderes de federaciones, lanzó un llamamiento y una estructura política Génération 1901 para reunir a los exmiembros del partido radical dentro de la UDI.
Por el lado del PRG, la diputada europea Virginie Rozière y el exdiputado Stéphane Saint-André firmaron conjuntamente el 7 de diciembre de 2017 un foro de oposición a la fusión. El 10 de diciembre, activistas del PRG de Drôme también publicaron una carta abierta para oponerse a ella. El 14 de diciembre, Virginie Rozière y Stéphane Saint-André anunciaron la creación de un nuevo movimiento político, titulado Les Radicaux de Gauche, del que eran copresidentes. En respuesta, Sylvia Pinel decidió destituirlos de sus funciones dentro del PRG y anunció su intención de presentar una denuncia contra el uso de la marca PRG.

##### 2021: relanzamiento del Parti Radical
El 2 de septiembre de 2021, Laurent Hénart anunció el fin del Mouvement Radical. Se utiliza, por tanto, la marca Parti Radical hasta la disolución efectiva del MR votada el 9 de diciembre de 2021.

## Presidentes del Partido Radical
- Jean-Jacques Servan-Schreiber 1972-1975
- Gabriel Péronnet 1975-1977
- Jean-Jacques Servan-Schreiber 1977-1979
- Didier Bariani 1979-1983
- André Rossinot 1983-1988
- Yves Galland 1988-1993
- André Rossinot 1993-1999
- François Loos 1999-2003
- André Rossinot 2003-2005
- Jean-Louis Borloo y André Rossinot Copresidentes 2005 hasta la actualidad.

## Resultados electorales
| Elecciones        | # de votos                  | % de escaños                | # escaños | +/- | Gobierno  |
| ----------------- | --------------------------- | --------------------------- | --------- | --- | --------- |
| 1902              | 1.445.415                   | 17,12%                      | 121/589   | 61a | Gobierno  |
| 1906              | 2.514.508                   | 28,53%                      | 132/585   | 11  | Gobierno  |
| 1910              | 2.693.471                   | 32,08%                      | 261/590   | 129 | Gobierno  |
| 1914              | 2.930.018                   | 34,75%                      | 192/602   | 69  | Gobierno  |
| 1919              | 1.420.381                   | 17,86%                      | 86/613    | 106 | Gobierno  |
| 1924b             | 1.612.581                   | 17,86%                      | 139/552   | 53  | Gobierno  |
| 1928              | 1.682.543                   | 17,77%                      | 125/602   | 14  | Gobierno  |
| 1932c             | 1.836.991                   | 19,18%                      | 160/607   | 35  | Gobierno  |
| 1936d             | 1.422.611                   | 14,50%                      | 115/610   | 45  | Gobierno  |
| 1945              | 2.018.665                   | 10,54%                      | 71/586    | 44  | Gobierno  |
| Junio 1946        | En la RGR                   | En la RGR                   | 32/586    | 39  | Gobierno  |
| Noviembre de 1946 | En la RGR                   | En la RGR                   | 42/620    | 10  | Gobierno  |
| 1951              | En la RGR                   | En la RGR                   | 67/625    | 25  | Gobierno  |
| 1956              | 2.389.163                   | 10,99%                      | 77/594    | 10  | Gobierno  |
| 1958              | 1.700.070                   | 8,30%                       | 57/546    | 20  | Gobierno  |
| 1962              | 1.429.649                   | 7,79%                       | 44/482    | 13  | Oposición |
| 1967              | En la FGDS                  | En la FGDS                  | 54/486    | 10  | Oposición |
| 1968              | En la FGDS                  | En la FGDS                  | 26/486    | 28  | Oposición |
| 1973              | En el Movimiento de Reforma | En el Movimiento de Reforma | 4/488     | 22  | Oposición |
| 1978              | En UDF                      | En UDF                      | 9/488     | 5   | Gobierno  |
| 1981              | En UDF                      | En UDF                      | 2/491     | 7   | Oposición |
| 1986              | En UDF                      | En UDF                      | 7/577     | 5   | Gobierno  |
| 1988              | En UDF                      | En UDF                      | 3/575     | 4   | Oposición |
| 1993              | En UDF                      | En UDF                      | 14/577    | 11  | Gobierno  |
| 1997              | En UDF                      | En UDF                      | 3/575     | 11  | Oposición |
| 2002              | En coalición con UMP        | En coalición con UMP        | 9/577     | 6   | Gobierno  |
| 2007              | En coalición con UMP        | En coalición con UMP        | 16/577    | 7   | Gobierno  |
| 2012              | 321.054                     | 1,24%                       | 6/577     | 10  | Oposición |
| 2017              | En coalición con UDI        | En coalición con UDI        | 3/577     | 3   | Gobierno  |
| 2022              | En Juntos                   | En Juntos                   | 7/577     | 4   | Gobierno  |

a Respecto al resultado de Radicales Independientes en 1898
b En la coalición Cartel des Gauches.
c En la Coalición de Izquierdas.
d En el Frente Popular.